# Италия на летних Олимпийских играх 1920
Италия была представлена на летних Олимпийских играх 1920 года 162 спортсменами (161 мужчина, 1 женщина), выступившими в состязаниях по 9 видам спорта. Итальянская сборная завоевала 23 медали (13 золотых, 5 серебряных и 5 бронзовых), что вывело её на 7 место в неофициальном командном зачёте.

## Медалисты
| Медаль  | Спортсмен | Вид спорта            | Дисциплина                             |
| ------- | --- | --------------------- | -------------------------------------- |
| Золото  | Уго Фриджерио | Лёгкая атлетика       | Мужчины, ходьба на 3 000 м             |
| Золото  | Уго Фриджерио | Лёгкая атлетика       | Мужчины, ходьба на 10 000 м            |
| Золото  | Франко Джорджетти Руджеро Феррарио Арнальдо Карли Примо Маньяни | Велоспорт             | Мужчины, командная гонка               |
| Золото  | Томмазо Леквио ди Ассаба | Конный спорт          | Конкур, личное первенство              |
| Золото  | Антонио Аллокьо Туллио Боцца Джованни Канова Томмазо Константино Андреа Маррацци Альдо Нади Недо Нади Абелардо Оливьер Паоло Таон ди Ревель Дино Урбани | Фехтование            | Мужчины, шпага, командное первенство   |
| Золото  | Недо Нади | Фехтование            | Мужчины, рапира, личное первенство     |
| Золото  | Недо Нади Альдо Нади Абелардо Оливьер Пьетро Спечале Родольфо Терлицци Оресте Пулити Томмазо Константино Бальдо Бальди | Фехтование            | Мужчины, рапира, командное первенство  |
| Золото  | Недо Нади | Фехтование            | Мужчины, сабля, личное первенство      |
| Золото  | Недо Нади Альдо Нади Франческо Гаргано Оресте Пулити Джорджо Сантелли Дино Урбани Федерико Секондо Чезарано Бальдо Бальди | Фехтование            | Мужчины, сабля, командное первенство   |
| Золото  | Арнальдо Андреоли Этторе Беллотто Пьетро Бьянки Фернандо Бонатти Луиджи Камбиазо Луиджи Контесси Карло Костильоло Луиджи Костильоло Джузеппе Доменикелли Роберто Феррари Карло Фрегози Ромуальдо Гильоне Амброджо Левати Франческо Лои Витторио Луккетти Луиджи Майокко Фердинандо Мандрини Лоренцо Манджанте Антонио Маровелли Микеле Мастромарино Джузеппе Парис Манлио Пасторини Эдзио Розелли Паоло Сальви Джованни Тубино Джорджо Дзампори Анджело Цорци | Спортивная гимнастика | Мужчины, командное первенство          |
| Золото  | Джорджо Дзампори | Спортивная гимнастика | Мужчины, личное первенство             |
| Золото  | Эрколе Ольджени Джованни Скаттурин Гвидо Де Филип | Академическая гребля  | Мужчины, двойки распашные с рулевым    |
| Золото  | Филиппо Боттино | Тяжёлая атлетика      | Мужчины, свыше 82,5 кг                 |
| Серебро | Этторе Каффаратти Гарибальди Спиги Джулио Каччандра Карло Азинари | Конный спорт          | Конное троеборье, командное первенство |
| Серебро | Алессандро Валерио | Конный спорт          | Конкур, личное первенство              |
| Серебро | Альдо Нади | Фехтование            | Мужчины, сабля, личное первенство      |
| Серебро | Пьетро Аннони Эрминио Донес | Академическая гребля  | Мужчины, двойки парные                 |
| Серебро | Пьетро Бьянки | Тяжёлая атлетика      | Мужчины, до 75 кг                      |
| Бронза  | Эрнесто Амброзини | Лёгкая атлетика       | Мужчины, 3000 м с препятствиями        |
| Бронза  | Валерио Арри | Лёгкая атлетика       | Мужчины, марафон                       |
| Бронза  | Эдоардо Гарцена | Бокс                  | Мужчины, до 57,2                       |
| Бронза  | Этторе Каффаратти | Конный спорт          | Конное троеборье, личное первенство    |
| Бронза  | Этторе Каффаратти Гарибальди Спиги Джулио Каччандра Алессандро Альвизи | Конный спорт          | Конкур, командное первенство           |

## Результаты соревнований

### Академическая гребля
Соревнования по академической гребле проходили с 27 по 29 августа на канале Виллебрук. Соревнования проходили по олимпийской системе. Из каждого заезда в следующий раунд выходил только победитель. В зависимости от дисциплины в финале участвовали либо 2, либо 3 сильнейших экипажа по итогам предварительных раундов.
Мужчины
| Соревнование | Спортсмены    | Первый раунд | Первый раунд | Первый раунд | Полуфинал            | Полуфинал            | Полуфинал            | Финал                | Финал                |
| Соревнование | Спортсмены    | Заезд        | Время        | Место        | Заезд                | Время                | Место                | Время                | Место                |
| ------------ | ------------- | ------------ | ------------ | ------------ | -------------------- | -------------------- | -------------------- | -------------------- | -------------------- |
| одиночки     | Нино Кастелли | 2            | 7:59,0       | 2            | завершил выступление | завершил выступление | завершил выступление | завершил выступление | завершил выступление |